# Fulciniella loriae
Fulciniella loriae är en bönsyrseart som beskrevs av Giglio-tos 1915. Fulciniella loriae ingår i släktet Fulciniella och familjen Iridopterygidae. Inga underarter finns listade i Catalogue of Life.